# Georg Lota Ponitka
Georg Lota Ponitka (* 1952 in Wurzen) ist ein deutscher Illustrator und Autor.

## Biographie
Ponitka ist Mitbegründer des Lesungsforums „Literatur um acht“ in Köln. und der Künstlerkooperative „Triebart“ 1959 reiste er als Kind aus der DDR in die BRD ein. Seit den 1970er Jahren arbeitet er als freier Künstler, Autor und Gelegenheitsmusiker. Seit den 1980ern ist er auch in der Werbung und als Medienarbeiter tätig. 1984 erhielt er mit seiner damaligen Band „Die Nashörner“ einen Kinderliederpreis des Kinderschutzbundes/WDR. In den Jahren 1996 bis 2004 stand er mit der Live-Rockband seines Cousins Rainer Ponitka, „The Weird Angels“ (bzw. „hormonisch beisamen“), auf der Bühne.
Er illustrierte in frühen Jahren SF-Bücher des Heyne-Verlags, gestaltete das Artwork für circa 18 Bildgeschichten- und Zeichentrickfilme der „Sendung mit der Maus“ des WDR, textete/komponierte Kinderlieder für das „Sandmännchen“ des ORB und besorgte langjährig die Bildgestaltung der Sicherheits- und Jugendverkehrs-Infos der Bundesanstalt für Straßenwesen (BAST). Weitere zahlreiche Illustrationen, Bildgeschichten und Cartoons sind in Presse, Buch und TV erschienen. Zu seinen Comicveröffentlichungen gehört das historische Album „Kölner Traum“ aus dem Jahre 1985. Verstreute, oft Gemeinschafts-Ausstellungen. Seit 2000 ist er vorwiegend literarisch tätig.
Ponitka tritt mit seinen Texten bei Lesungsveranstaltungen in Köln auf; vorrangig in der wöchentlichen Lesereihe „Literatur um acht“ im Café Duddel, die er mit den Theaterleuten Gerd Buurmann (Leitung) und Viktoria Burkert im Jahre 2001 begründete, sowie der Montagslesung „Dichterstunde zur Mitternacht“ im Café Storch. Im November 2008 übernahm er nach Buurmanns Ausscheiden mit zwei neuen Partnern die Organisation der „Literatur um acht“.

## Veröffentlichungen
- Zu den Sternen – in: Science Fiction Story Reader 11 (Anthol.), Heyne Verlag, München 1979, ISBN 3-453-30538-8
- Kellervögel – (Romanfragment), Bläschke Verlag, St. Michael (Österr.) 1980, ISBN 3-7053-0791-6
- Köln-Komic 1/In den Klauen einer gespaltenen Seele – (der 1. Zeltinger-Band-Comic), Stadtrevue Verlag, Köln 1981
- Auf der Straße – (Comicerzählung), Desire & Gegenrealismus, Schwandorf 1983, ISBN 3-88397-079-4
- Kölner Traum – (Comicroman; Koautorin Dorothée Quenzer), Emons Verlag, Köln 1985, ISBN 3-924491-02-X
- Lieder, wie Kinder sie mögen – (LP u. Musikkassette; versch. Interpreten), WDR/Verlag Pläne (Patmos), Köln 1985, LP 88436/MC 8436
- Lieder, wie Kinder sie mögen – (Liedtexte mit Noten; versch. Autoren), Kölner Volksblatt Verlag, Köln 1985, ISBN 3-923243-23-5
- Das Sandmann-Liederbuch – (Kinderlieder mit Noten aus dem „Sandmann“ des ORB; 2 Koautoren – mit Musikkassette), Buchverlag Junge Welt, Berlin 1998, ISBN 3-7302-1180-3
- Als Elvis wabbelig wurde – in: Reinschrift 1 (Anthol.), van Aaken Verlag, Köln 2004, ISBN 3-938244-00-3
- Tagebuch eines Arbeitslosen – (Ein dichterischer Essay, Teile I bis IX), Rößner Verlag, Bergisch Gladbach 2004, ISBN 3-938362-06-5
- Theo, wir fahrn nach Lodz – in: Kladde.auf/die.Reihe/Band.11 – Rampenlicht (Anthol.), Literareon/Herbert Utz Verlag, München 2007, ISBN 978-3-8316-1250-5
- Die Schöpfung – (Koautor Norman Junge)/Kurzkrimi – in: Reinschrift 2 (Anthol.), van Aaken Verlag, Köln 2007, ISBN 978-3-938244-07-4
- Kreuzzug-Ballade – Eine gereimte Seifenoper in fünfzehn Folgen – (Versepos, 2006), van Aaken Verlag, Köln, ISBN 3-938244-05-4